# ميخائيل مارغيلوف
ميخائيل مارغيلوف (بالروسية: Михаил Витальевич Маргелов) (من مواليد 22 ديسمبر 1964 في موسكو، روسيا) شخصية عامة وسياسي روسي ، نائب رئيس ترانسنيفت، والرئيس السابق للجنة الشؤون الخارجية في الاتحاد مجلس روسيا. كان عضوًا في مجموعة الديمقراطيين الأوروبيين في الجمعية البرلمانية لمجلس أوروبا من عام 2002 حتى عام 2009.

## الحياة المهنية
عمل مارغيلوف كمترجم فوري في الدائرة الدولية للجنة المركزية للحزب الشيوعي للاتحاد السوفيتي، وقام بتدريس اللغة العربية في المدرسة العليا للكي جي بي (الشرطة السرية السوفيتية، وكان محررًا أول للقسم العربي في تاس نيوز). كما يجيد اللغة الإنجليزية.
في 1990-1995عمل لدى عدد من الشركات الاستشارية الأمريكية التي تتعامل مع مشاريع استثمارية في كومنولث الدول المستقلة. في عام 1995 أصبح مدير مشروع الحملة الدعائية لغريغوري يافلينسكي وحزب يابلوكو. في عام 1996 كان المنسق الرئيسي للإعلان عن حملة إعادة انتخاب الرئيس بوريس يلتسين عام 1996. تولى رئاسة قسم العلاقات العامة في رئاسة الجمهورية من نوفمبر 1996 إلى مايو 1998.
بين أكتوبر 1999 إلى أكتوبر 2000 كان مديرًا لمركز المعلومات الروسي، وهو وكالة حكومية تغطي الأحداث في شمال القوقاز من مايو 1998 إلى سبتمبر 1999، شغل منصبًا إداريًا في وكالة ريا للأنباء. من يناير إلى مارس 2000 عمل ميخائيل مارغيلوف كمستشار للمقر الانتخابي لفلاديمير بوتين، ومسؤولاً عن الاتصالات مع وسائل الإعلام الأجنبية.
كان عضوًا في لجنة احترام الالتزامات والالتزامات من قبل الدول الأعضاء في مجلس أوروبا (لجنة المراقبة) ولجنة الشؤون السياسية واللجنة الفرعية للشرق الأوسط. بعد أن شغل منصب نائب رئيس بيس، كان من المقرر أن يتم تعيينه رئيسًا في عام 2008. ومع ذلك تم حظره بشكل مثير للجدل فيما اعتبره البعض خطوة مناهضة لروسيا.